# Florence van Straten
Florence van Straten, también conocida como Flossie van Straten, (Darien, Connecticut, 12 de noviembre de 1913 – Bethesda, 25 de marzo de 1992), fue una ingeniera aerológica estadounidense conocida por sus contribuciones al progreso de la ciencia de la meteorología naval durante y después de la Segunda Guerra Mundial.

## Biografía
Van Straten era hija de inmigrantes holandeses. Su madre hablaba seis idiomas y era una alta oficial de los Países Bajos antes de ir a los Estados Unidos. Jacques van Straten, su padre, trabajó para la compañía cinematográfica Metro-Goldwyn-Mayer, en las oficinas principales de Nueva York. Su trabajo para la Metro-Goldwyn-Mayer a menudo le hizo viajar a países extranjeros. Así Florence pasó un año escolar en Niza, donde mejoró su francés. Entonces ya hablaba neerlandés, alemán, italiano, español, además de inglés. Van Straten quería ser escritora, pero hizo la licenciatura de Química en la Universidad de Nueva York. Estudió el doctorado en el Instituto de Tecnología de Massachusetts en 1933 y defendió la tesis doctoral en 1942.
Después del ataque a Pearl Harbor (1941), la Marina entrenó un número creciente de meteorólogos, incluyendo varios cientos de mujeres. En 1942 la Armada creó el programa de mujeres voluntarias Women Accepted for Volunteer Emergency Service (WAWES). Una de las primeras fue van Straten, a la que inmediatamente se le asignó al servicio de Aerología Naval. La teniente van Straten, que no tenía experiencia militar anterior, pasó la guerra en la central meteorológica en Washington, analizando inicialmente el uso del tiempo en operaciones de combate en el Pacífico. También escribió el informe sobre las redadas Marshalls-Gilberts, ataques aéreos tácticos sobre las islas de la Micronesia. El propósito de los informes era «formar una base para una mejor comprensión de las aplicaciones de información sobre el tiempo para las operaciones futuras.» Más tarde, Straten fue trasladada a la sección de I + D, donde trabajó hasta el final de la guerra con el radar y otras nuevas tecnologías.
En 1943, van Straten fue asignada a la sección de Aerología de la Oficina de Aeronáutica, donde trabajó en la Sección de Análisis Operacional. Compiló extensos análisis de los efectos del clima en las operaciones navales, tanto de fuentes históricas como de acciones navales más recientes. En 1946, se convirtió en asesora civil del jefe de Operaciones Navales, aunque la mayoría de mujeres que habían contribuido al esfuerzo de la guerra fueron alentadas a volver a las tareas del hogar. Después de la guerra, Straten continuó trabajando para el Servicio Meteorológico Naval como física atmosférica civil, y su labor de análisis de las condiciones de la atmósfera superior ayudó al desarrollo de la tecnología de misiles de largo alcance. De 1948 a 1962, fue directora de la sección de requisitos técnicos, en una tarea que describió como la «aplicación de los factores ambientales en las operaciones militares».
En 1958 fue nombrada «mujer del año» por la rama femenina de la Sociedad de la medicina aeronáutica de América. Se jubiló en 1962 tras 16 años al frente de la rama técnica del Servicio Meteorológico Naval, pero continuó como consultora de la Marina para cuestiones de física atmosférica hasta 1973. Murió de cáncer a la edad de 78 años, el 25 de marzo de 1992, en su casa de Bethesda (Maryland).

## Contribuciones científicas
Los informes de Van Straten dieron ejemplos de cómo las fuerzas militares habían podido aprovechar las condiciones meteorológicas en beneficio propio y también ejemplos donde la ignorancia sobre el tiempo tuvo resultados adversos.
Van Straten ayudó a desarrollar métodos de uso de los fenómenos meteorológicos, como tormentas, en la planificación de maniobras de barcos y vuelos de aviones con base en portaaviones. Su trabajo también incluye el desarrollo de una técnica para modificar las nubes y producir lluvia mediante la inyección de carbono a la atmósfera. En su labor en la Armada se ocupó de problemas diversos que van desde la niebla a la lluvia radiactiva. También patentó un dispositivo acústico para la prevención de la acumulación de hielo en los aviones.
Van Straten jugó un papel decisivo en el desarrollo del cohete sonda, que tira una radiosonda para la recolección de datos en la atmósfera superior. Fue una sugerencia su la utilización de datos meteorológicos en la planificación de la trayectoria de los lanzamientos de cohetes. También desarrolló el globo meteorológico de altitud constante: el globo desinflado despegaba con helio, se hinchaba cuando la atmósfera se hacía más fina hasta que estaba lleno, momento en el que su altura se mantenía constante. También contribuyó al desarrollo de la estación meteorológica flotante "Navy Oceanographic Meteorological Automatic Device" (NOMAD).
También contribuyó al desarrollo de la caseta para instrumentos meteorológicos, que protege los instrumentos sensibles de los elementos, y el pluviómetro de balancín.

## Selección de obras
- "Weather or Not". Science Education 53 (2): 181. 1969. doi 10.1002/sce.3730530269. ISSN 0036-8326.
- Aerology and Amphibious Warfare Series (9 books). Chief of Naval Operations Aerology Section. Washington D. C.:1944
- Aerology and Naval Warfare Series (4 books). Chief of Naval Operations Aerology Section. Washington D. C.:1945